# Irfis
L'IRFIS - Finanziaria per lo Sviluppo della Sicilia S.p.A., in breve IRFIS - FinSicilia S.p.A., è una società finanziaria per il mediocredito con sede a Palermo, nata dalla trasformazione nel 2006 dell'IRFIS, Istituto Regionale per il Finanziamento alle Industrie in Sicilia. Azionista unico di IRFIS è la Regione Siciliana.

## Storia
Nata a metà degli anni '50 come Istituto Regionale per il Finanziamento alle Industrie in Sicilia, poi ribattezzata IRFIS Mediocredito della Sicilia, come istituto di credito a medio e lungo termine.
L'attività dell'Irfis è rivolta a finanziare le piccole e medie imprese della Sicilia nei settori: manifatturiero, dell'energia, dell'ambiente, delle infrastrutture, del turismo, del commercio, del navale e delle infrastrutture portuali.
L'ente era partecipato dalla Cassa per il Mezzogiorno (40%) e dal Banco di Sicilia (18%). L'azionariato si compose poi del 76% per cento al Banco di Sicilia, per il 21% alla Regione siciliana e per il 3% ad altre banche.
Passata poi con il BdS a Capitalia nel 2004, poi transitata al Gruppo Bancario UniCredit (76% dell'azionariato del Banco di Sicilia).
Nel gennaio 2012 è stata acquisita per la totalità delle quote dalla Regione Siciliana, (ne deteneva il 21%) che ne cambia la missione, da impresa bancaria a società finanziaria specializzata nel credito agevolato e nell'erogazione di fondi regionali.
Diviene una Società a socio unico, soggetta ad attività di direzione e coordinamento della Regione Siciliana, con capitale sociale di 17.999.996 euro.
Nel luglio 2012 viene nominato presidente dal governo Lombardo Francesco Maiolini, ex direttore generale di Banca Nuova che, subentrato il nuovo governo Crocetta, si dimette nel gennaio 2013. Nel luglio 2013 viene nominato presidente Rosario Basile, che il 26 settembre 2013, posto agli arresti domiciliari per il reato di calunnia, viene sospeso e si dimette dalla carica il 14 ottobre 2016.
Il 27 ottobre 2016 è nominato presidente della società l'avvocato Alessandro Dagnino.
Dal 2018 il presidente è stato l'avvocato Giacomo Gargano.
Dal 2023 il presidente è la Dottoressa Iolanda Riolo.